# Beauvais
Beauvais [bovɛ] ist eine französische Stadt mit 55.906 Einwohnern (Stand 1. Januar 2022) und Hauptstadt (chef-lieu) des Départements Oise in der Region Hauts-de-France. Die gesamte Agglomeration hat rund 100.000 Einwohner. Die Stadt ist Bischofssitz. Die Departementsverwaltung und ein Gericht erster Instanz sind hier angesiedelt.

## Lage
Die Stadt Beauvais liegt ca. 80 Kilometer nördlich von Paris in einer Talsenke einer bewaldeten Hügellandschaft auf dem linken Ufer des Thérain am Zusammenfluss mit dem Avelon in der Kulturlandschaft der Picardie.

## Geschichte
Beauvais trug zu Zeiten des Römischen Reiches den Namen Caesaromagus. Der heutige Name stammt von dem gallischen Stamm der Beilovaci (Bellovaker), deren Stammsitz hier zu finden war. Im 9. Jahrhundert n. Chr. wurde Beauvais zur Grafschaft Beauvais, die um 1013 an das Bistum Beauvais fiel.
Im Jahr 1346, im Hundertjährigen Krieg, verteidigte sich die Stadt gegen die Engländer, die erneut um 1433 die Mauern durchbrechen konnten. Mit der Schlacht von 1472 gegen Karl den Kühnen, den Herzog von Burgund, wurde die Stadt durch ihre heldenhafte Verteidigung unter der Führung der Jeanne Hachette bekannt. Dessen wird noch heute jeweils am letzten Juniwochenende mit der Fête Jeanne Hachette gedacht. Die alten Schanzen sind inzwischen zerstört.
1930 ging der Name Beauvais um die Welt, als dort am 5. Oktober das damals weltgrößte Verkehrsluftschiff R101 Bodenberührung hatte und in Brand geriet, wobei 48 der 55 Insassen starben. Im Zweiten Weltkrieg wurde die Stadt durch deutsche Luftangriffe schwer beschädigt.

## Bevölkerungsentwicklung
| Jahr                       | 1962   | 1968   | 1975   | 1982   | 1990   | 1999   | 2006   | 2011   | 2021   |
| -------------------------- | ------ | ------ | ------ | ------ | ------ | ------ | ------ | ------ | ------ |
| Einwohner                  | 33.995 | 46.777 | 54.089 | 52.365 | 54.190 | 55.392 | 55.481 | 54.189 | 56.677 |
| Quellen: Cassini und INSEE |        |        |        |        |        |        |        |        |        |

## Wirtschaft und Infrastruktur
Hauptsächlich bekannt ist Beauvais wegen seiner Manufaktur für Wandteppiche (Tapisserien) aus dem Jahr 1664, der Manufacture nationale de Beauvais. Seit 1989 befindet sie sich im Schlachthof der Stadt, der zu diesem Zweck vollständig umgebaut wurde. Im Jahr 2016 arbeiteten dort 12 Fachleute in diesem traditionellen Handwerk.
Ein weitläufiger Handel mit Getreide und Wein wurde aufgebaut. Heute produziert AGCO, einer der weltweit größten Landtechnikkonzerne, in Beauvais seine Traktoren der Marken Massey Ferguson und Challenger. Hauptsächlich wegen ihrer Kathedrale wird die Stadt alljährlich von hunderttausenden Touristen besucht.

### Verkehr
Beauvais besitzt einen Bahnhof an der Strecke Paris–Le Tréport und einen Autobahnanschluss an der Autoroute A16. Der Flughafen Beauvais-Tillé, der von Billigfluggesellschaften und Charterlinien angeflogen wird, dient als einer der Ausweichflughäfen für Paris; aus der französischen Hauptstadt gibt es einen häufigen Bus-Shuttle-Service. Seit 1824 durchqueren die Route nationale 1, 31 und 181 die Stadt (heute teilweise abgestuft).

## Sehenswürdigkeiten

### Kathedrale Saint-Pierre

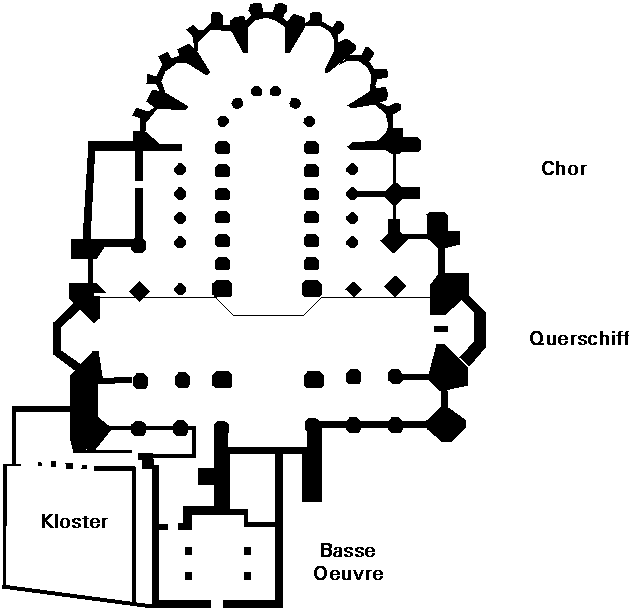
Grundriss der Kathedrale Saint-Pierre

Die Kathedrale Saint-Pierre, eines der bedeutendsten Bauwerke der Gotik, besteht aus einem Querschiff und einem Chor mit Apsis sowie sieben Apsidenkapellen. Die Säulen im Inneren erheben sich bis in 30 Meter Höhe, der Chor selbst ist mit 48,50 Metern der höchste gotische der Welt.
Die kleine frühromanische Kirche aus dem 10. Jahrhundert, als Basse Oeuvre bekannt, ist eine von zwei erhaltenen karolingischen Kirchen Frankreichs. Die aufkommende Gotik ließ 1225 den Bischof Milon einen Kathedralenneubau veranlassen. 1247 begannen die Bauarbeiten, doch im Jahr 1284 stürzten Teile des Chores ein. Erst nach einem halben Jahrhundert wurde der Chor wieder aufgebaut, die Struktur wurde durch zusätzliche Pfeiler verstärkt. Anschließend wurden die Bauarbeiten eingestellt.
Erst im 16. Jahrhundert, von 1500 bis 1548, wurde das Querschiff gebaut. 1573 fiel der zentrale – mit etwa 150 Meter Höhe vermutlich viel zu groß geplante – Turm in sich zusammen. Ein Hauptschiff wurde nie errichtet. Zu dieser Zeit war die Gotik nicht mehr modern, auch war kein Geld mehr vorhanden.
Die Südfassade zeigt die reichhaltige Ornamentik gotischer Baukunst. Die geschnitzten Pforten sowohl im Norden als auch im Süden sind Meisterwerke der Gotik und der Renaissance. Der größte architektonische Schatz sind jedoch die farbigen Bleiglasfenster aus dem 13., 14. und 16. Jahrhundert, die schönsten stammen von dem Renaissance-Künstler Engrand Leprince, der in Beauvais geboren wurde. Auch die Scheiben in der Kirche Saint-Étienne, die ebenfalls in der Stadt liegt, stammen von ihm und zeigen den Stilwandel zwischen Gotik und Renaissance.
Die Kirche besitzt eine bemerkenswerte astronomische Uhr (1865–1868) von Auguste-Lucien Vérité, der, bevor er sich als Uhrmacher betätigte, bereits als Experte des Orgelbaus bekannt geworden war. Ferner sind Bildwirkereien aus dem 15. und 17. Jahrhundert zu sehen.

### Kirche Saint-Étienne

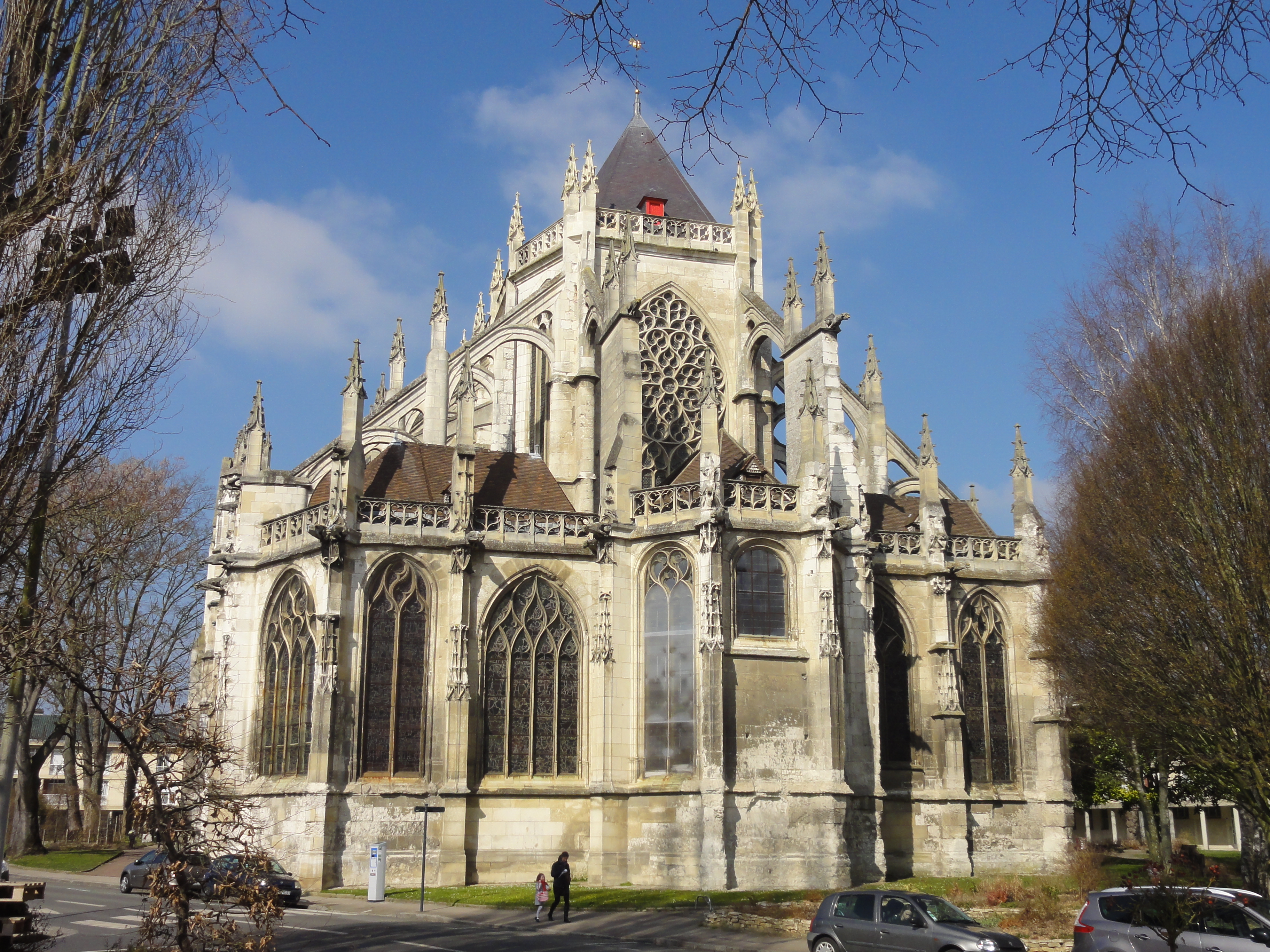
Kirche Saint-Étienne

Die nur etwa 400 Meter südlich der gotischen Kathedrale gelegene romanische, später in Teilen gotisierte Kirche Saint-Étienne ist – sowohl in Bezug auf ihre Architektur als auch im Hinblick auf ihre reichhaltige Ausstattung – einer der bedeutendsten und interessantesten Sakralbauten Frankreichs.

### Sonstige
In der Stadt Beauvais befinden sich mehr als 20 als Monuments historiques eingetragene Baudenkmäler:
- Auf dem Place de l’Hôtel de Ville und in den alten Gassen in der Nähe der Kathedrale sind noch zahlreiche Häuser aus dem 12. bis zum 16. Jahrhundert erhalten. Das Rathaus (hôtel de ville), wo auch die Statue der Jeanne Hachette zu finden ist, wurde 1752 errichtet.
- Der Bischofspalast, heute Sitz des Muśee de l’Oise, wurde im 16. Jahrhundert errichtet, teilweise auf Befestigungen aus der gallisch-römischen Zeit.
- Die Galerie nationale de la Tapisserie, in einem Neubau an der Rue Saint-Pierre 22, zeigt wechselnde Ausstellungen.[2]

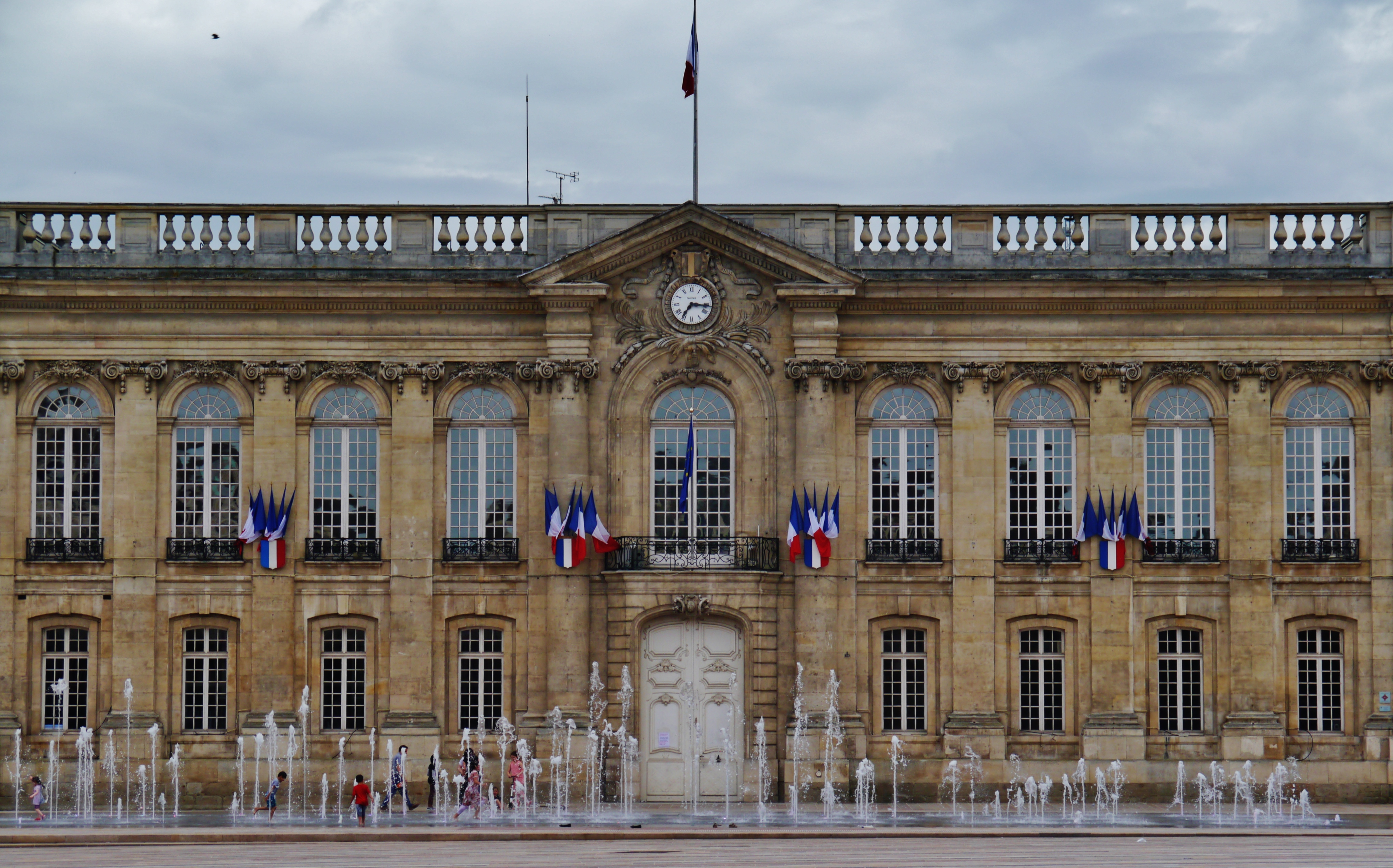
Rathaus (Hôtel de ville)
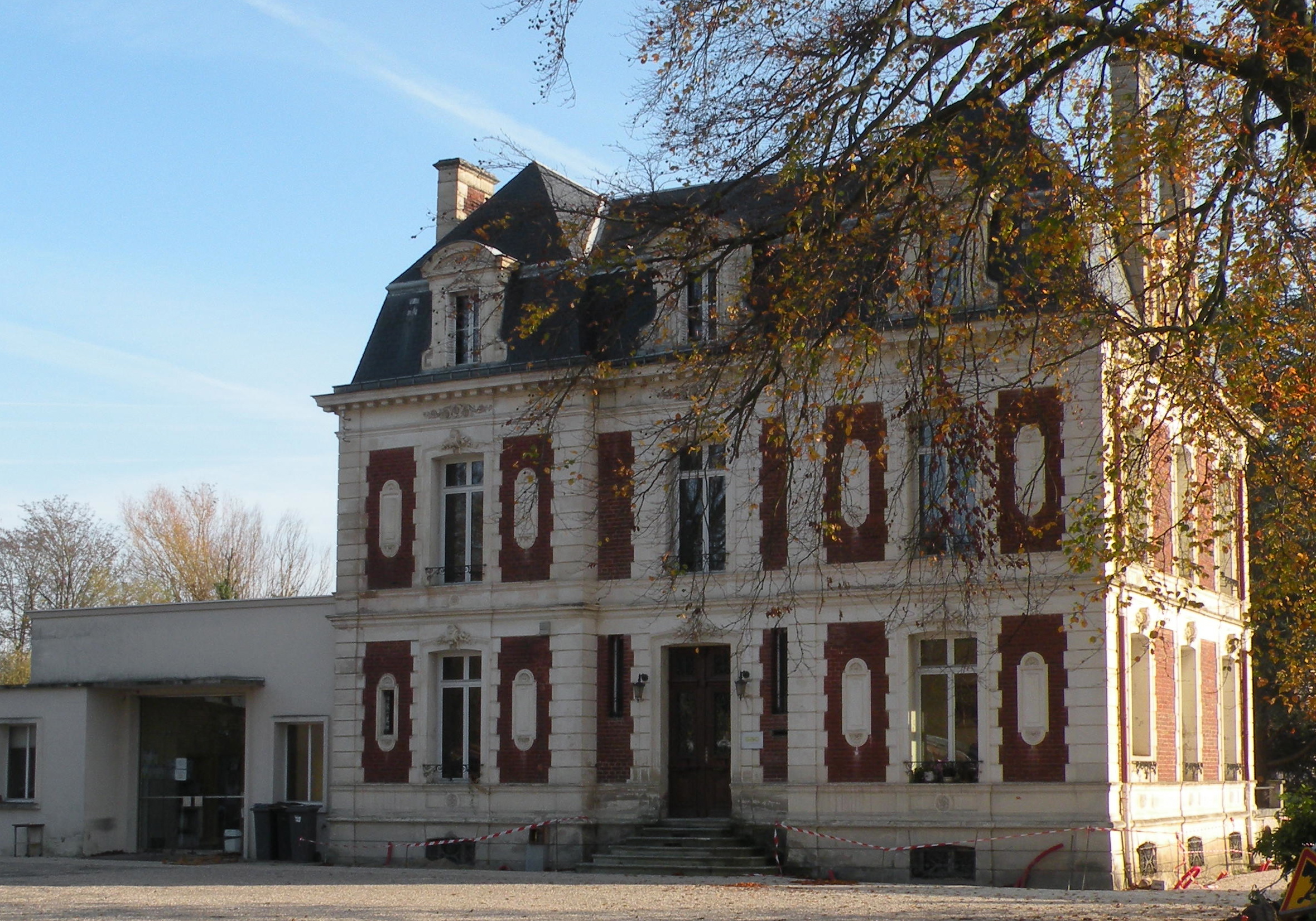
Sitz der Präfektur des Départements Oise
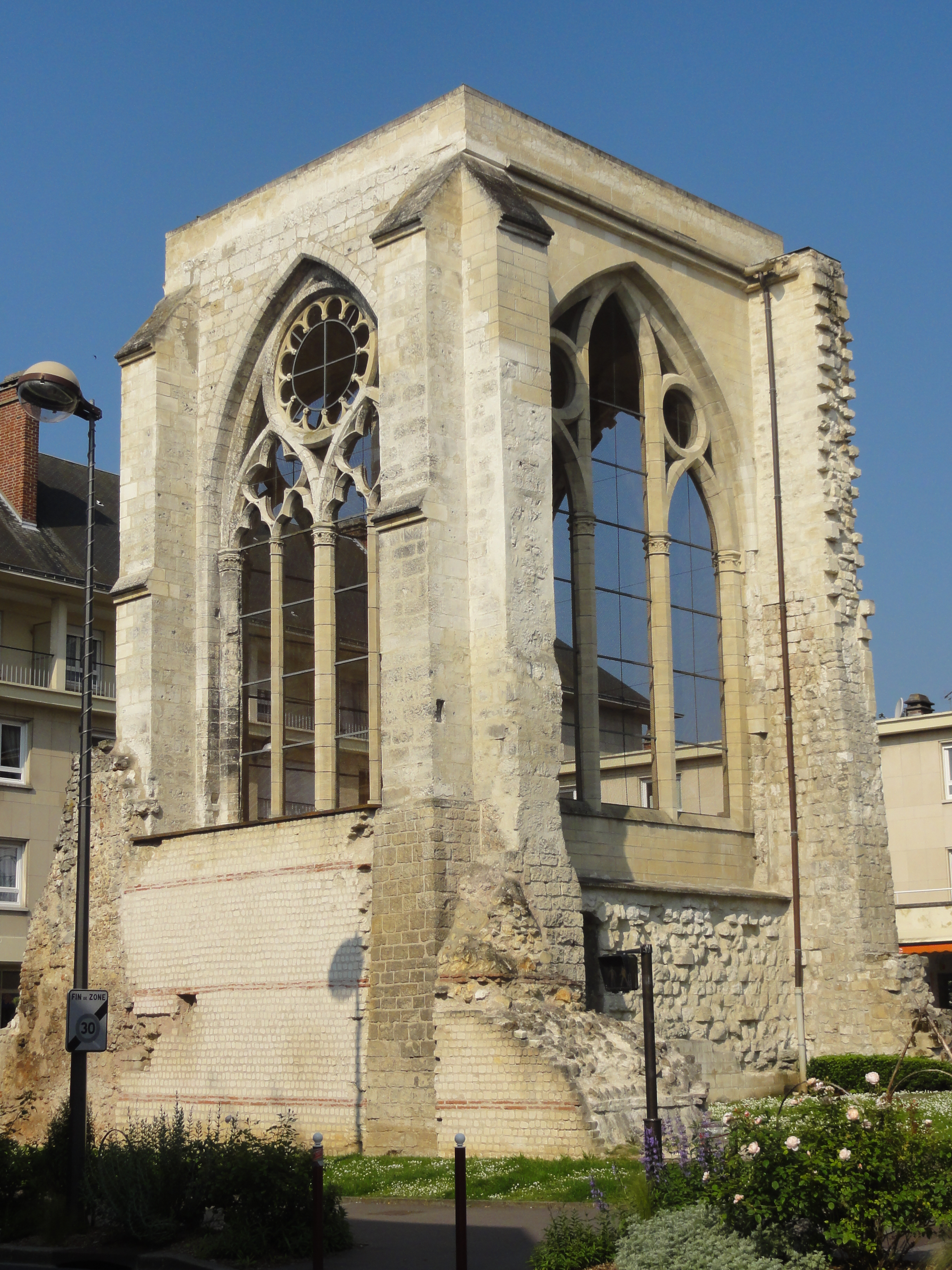
Kirche Saint-Barthélemy
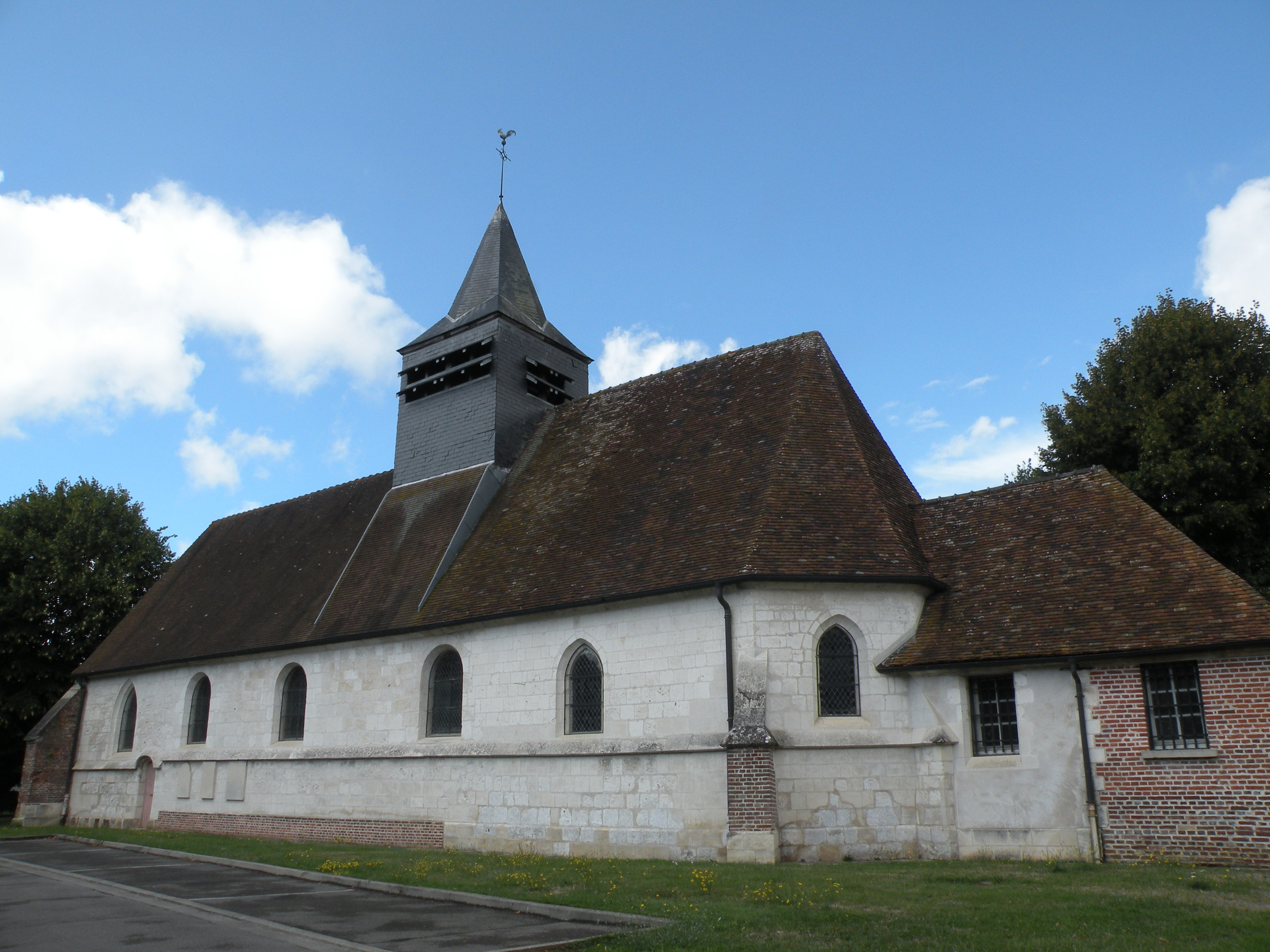
Kirche Saint-Just-des-Marais
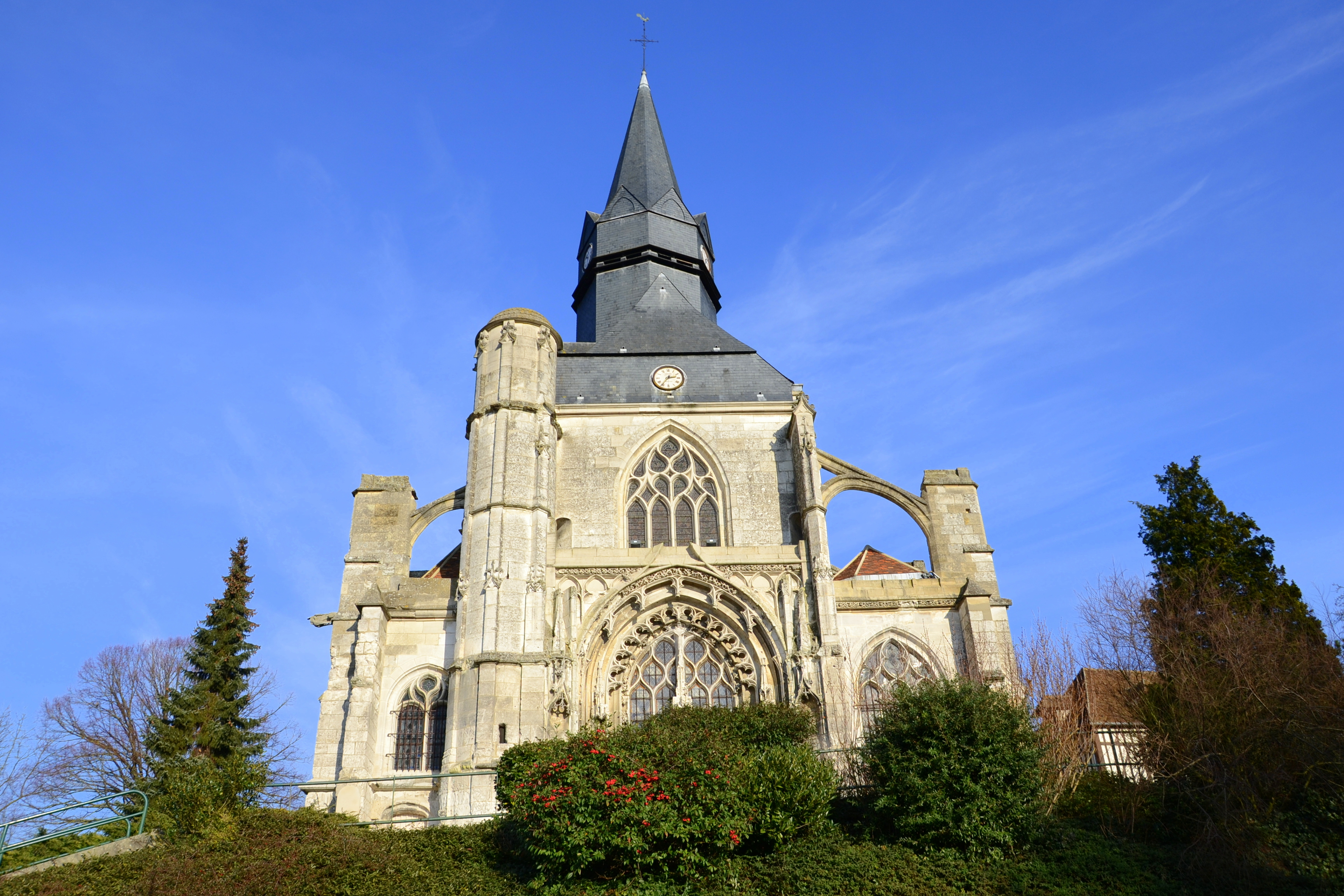
Kirche von Marissel
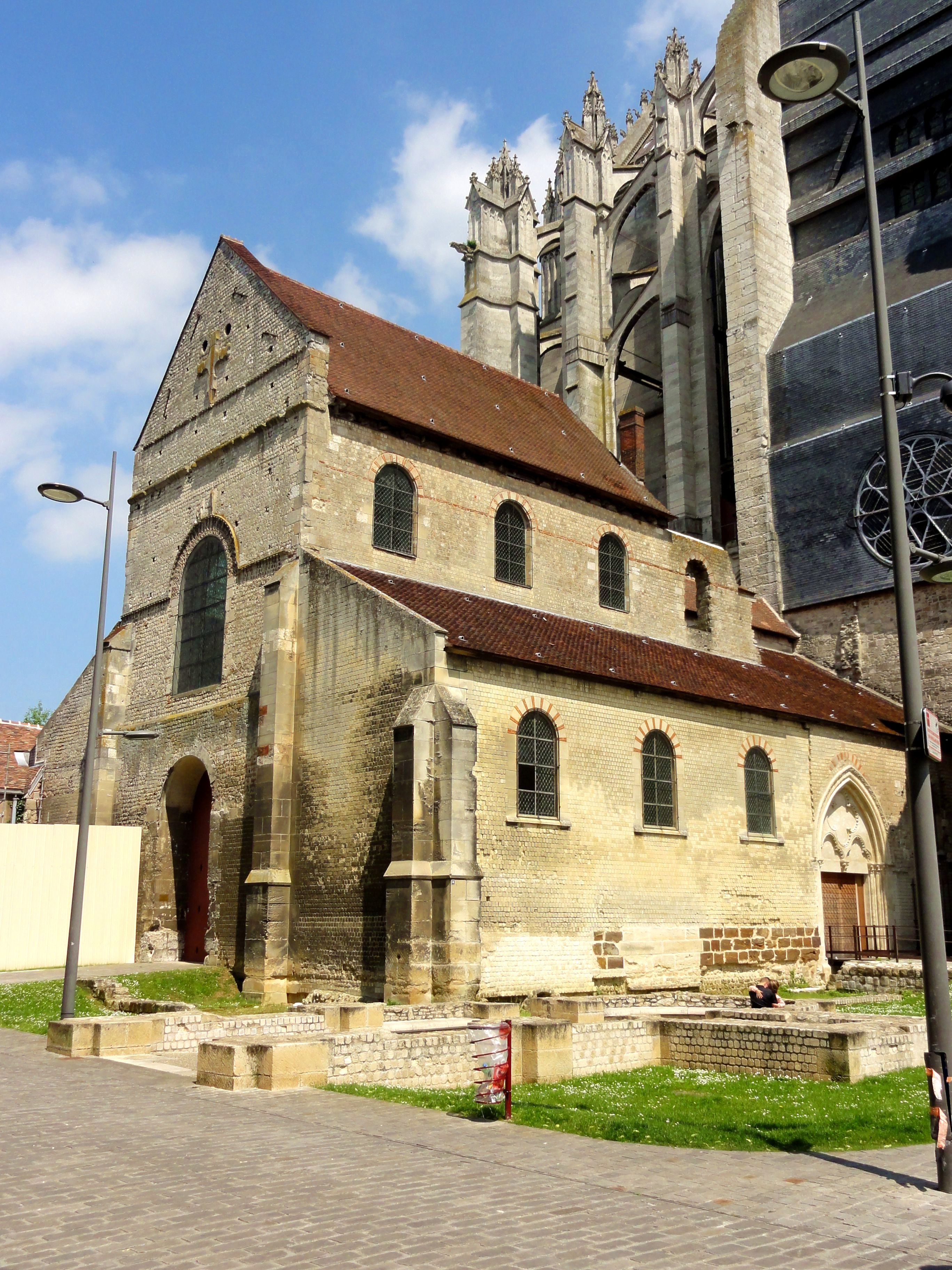
Kirche Notre-Dame-de-la-Basse-Œuvre
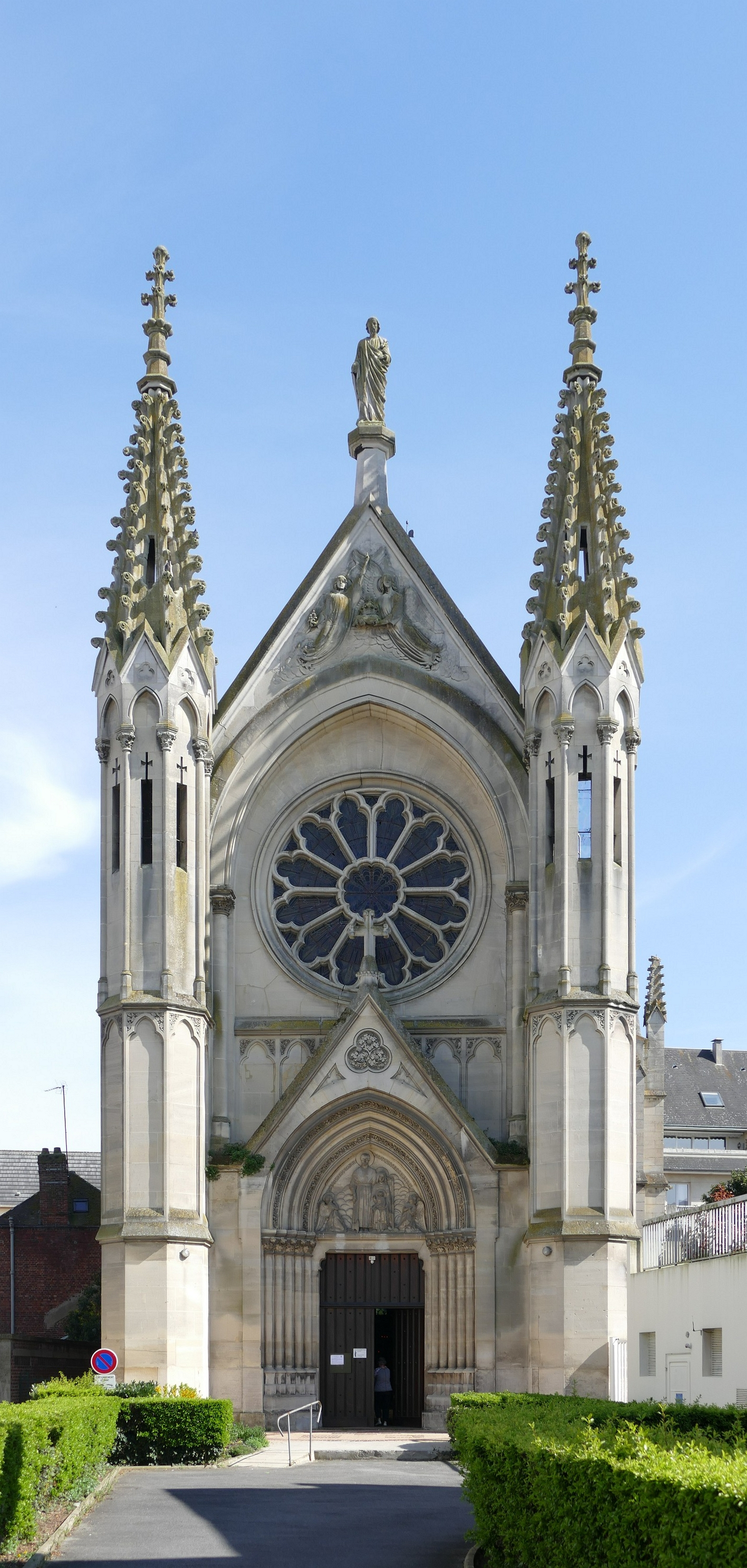
Kapelle Saint-Joseph

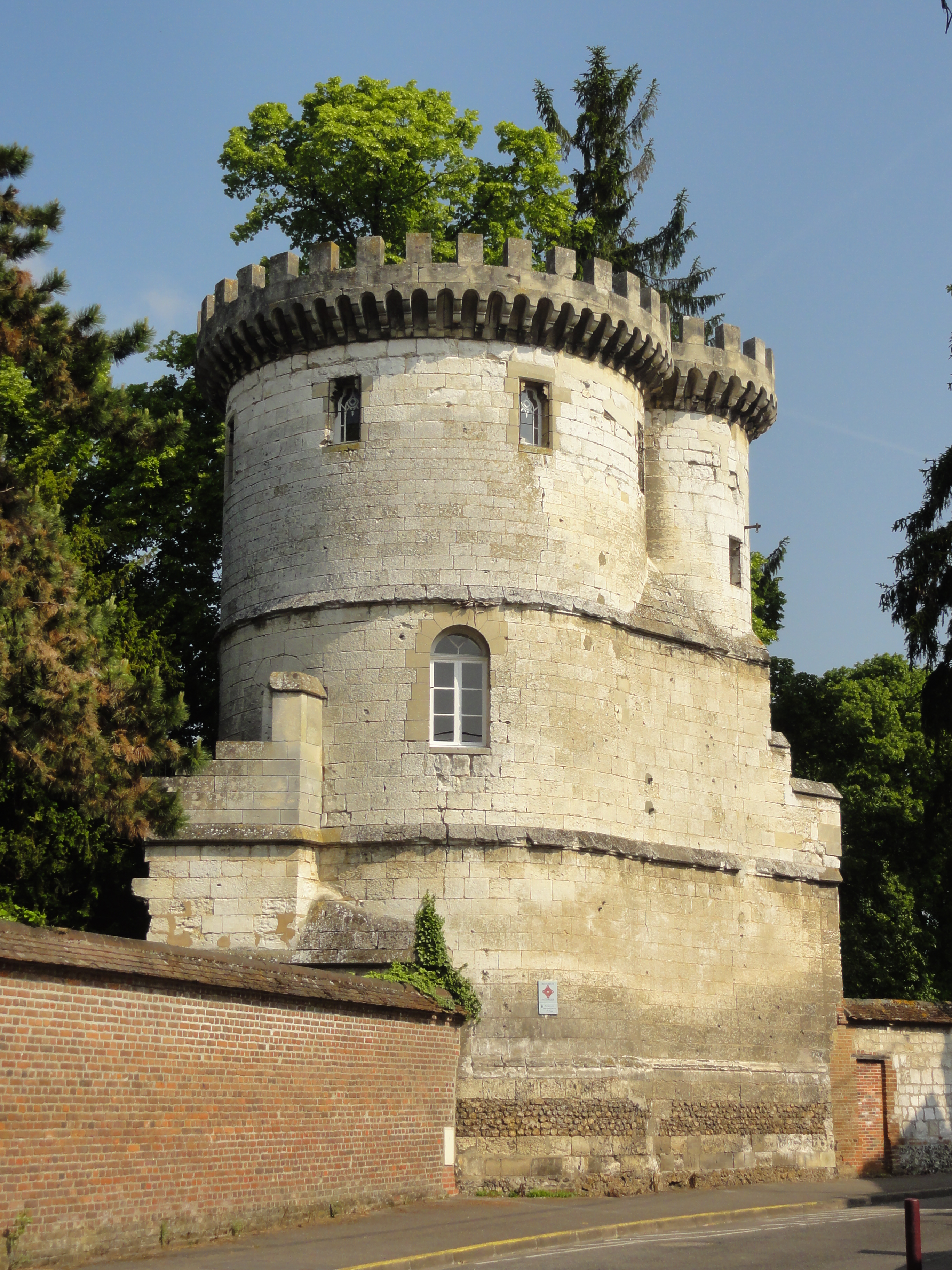
Turm der ehemaligen Abtei Saint-Lucien
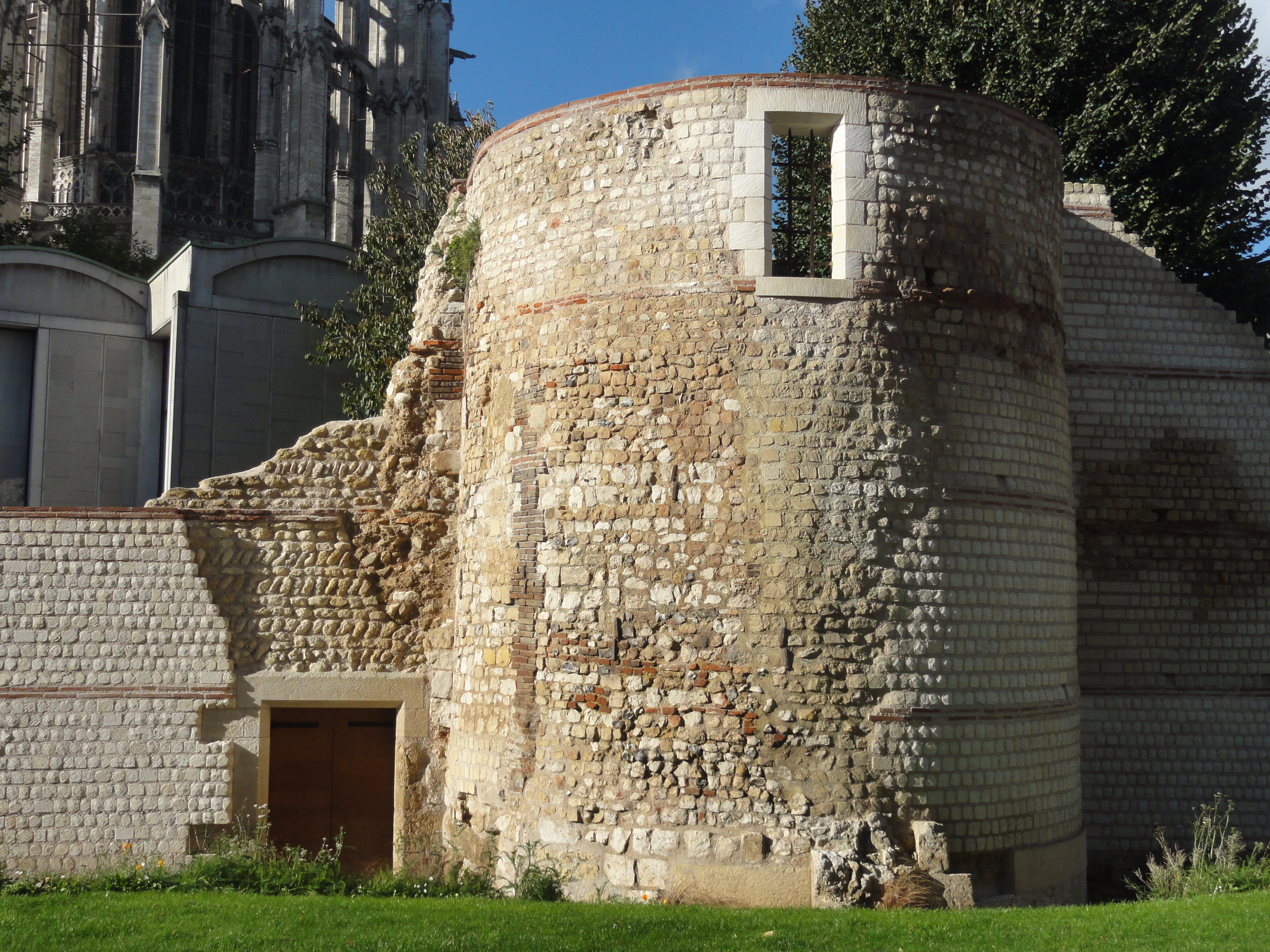
Reste der gallorömischen Stadtbefestigung
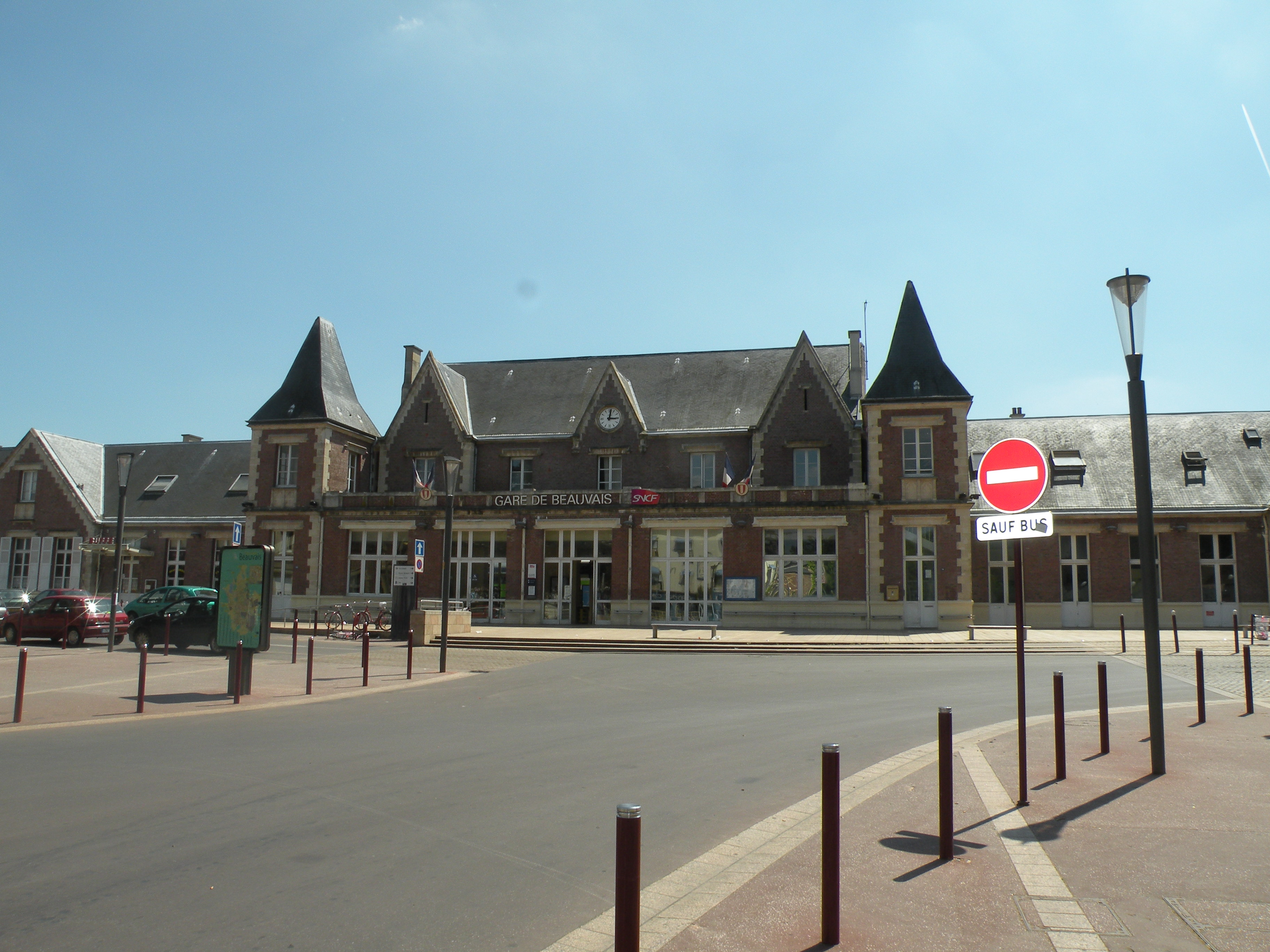
Bahnhof
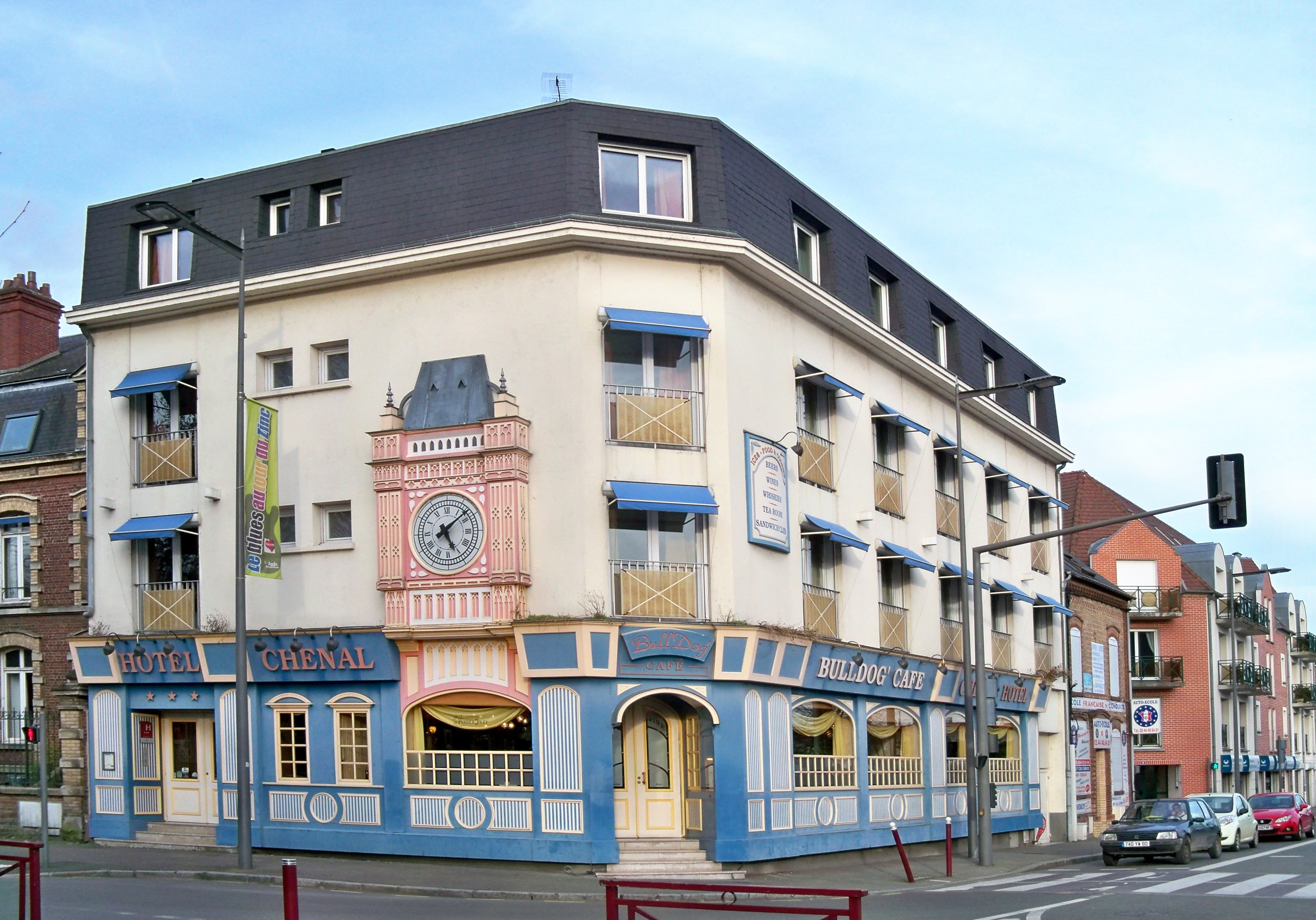
Hotel „Chenal“
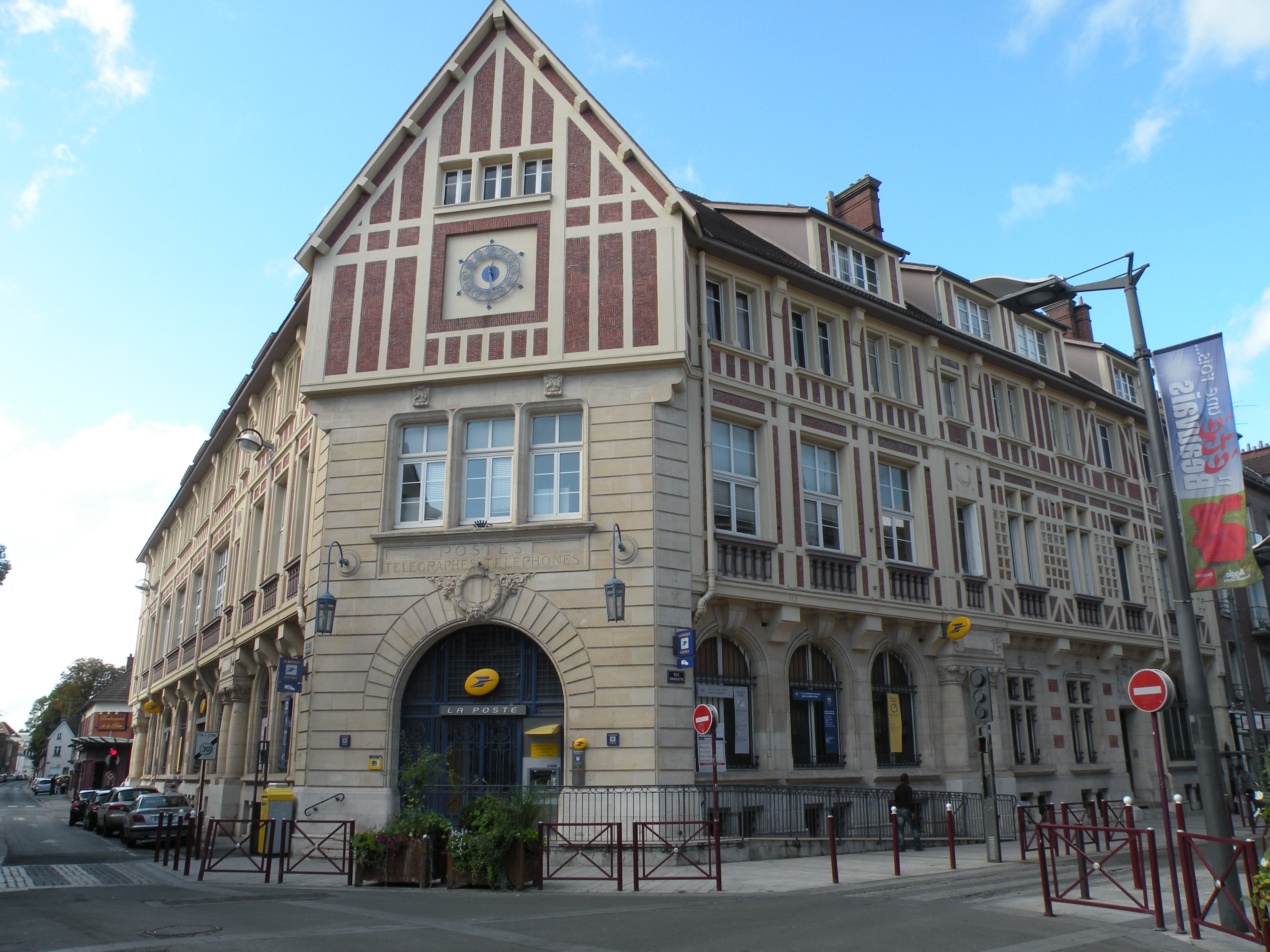
Postamt
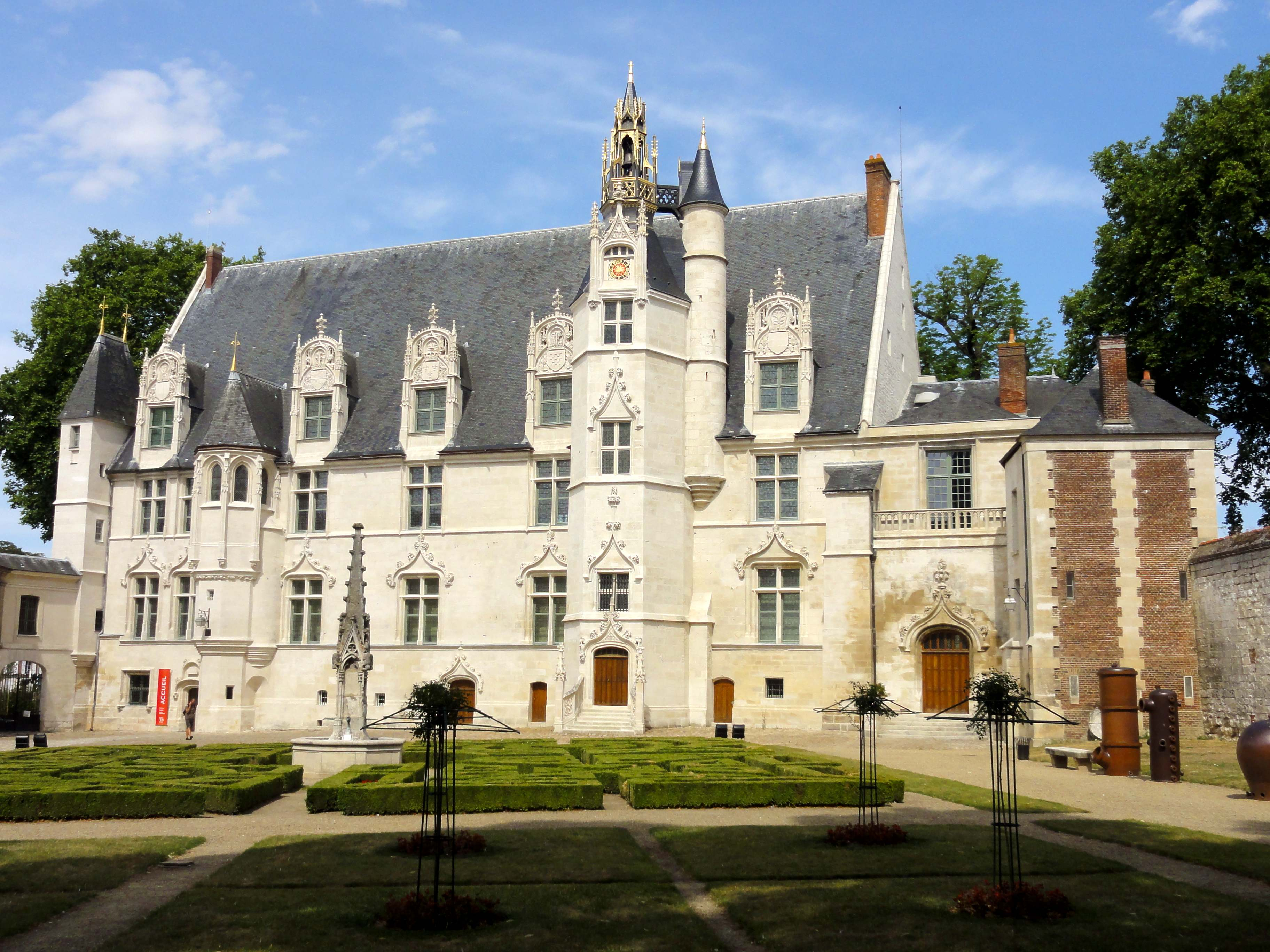
Départements-Museum
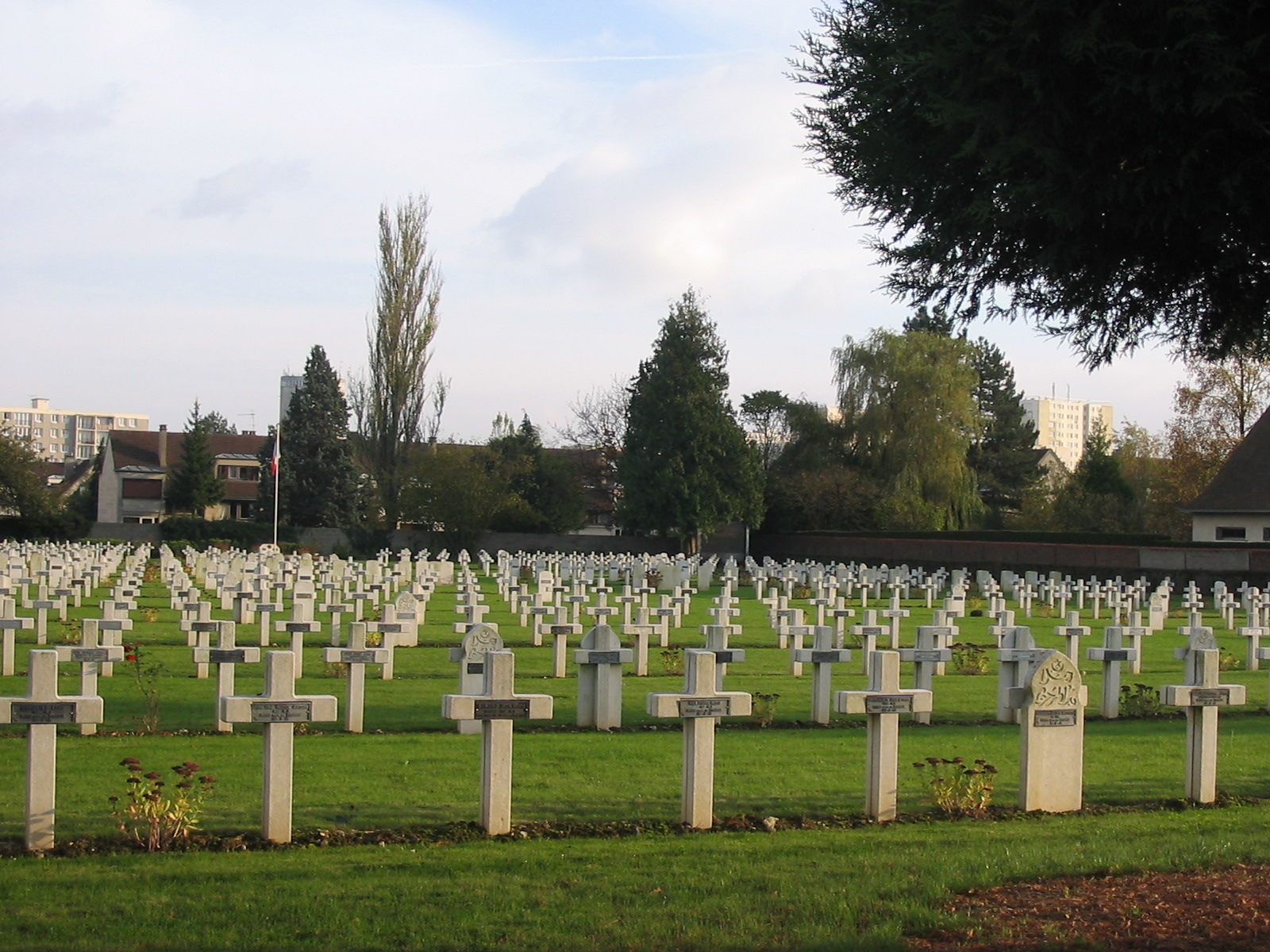
Soldatenfriedhof

## Bildung
In Beauvais gibt es  fünf Lycées, eines davon ist das Lycée Félix Faure. Die Université de Picardie Jules Verne hat eine Außenstelle in Beauvais, zu der unter anderem ein Institut universitaire de technologie gehört. Die Stadt beherbergt auch die Ingenieurschule UniLaSalle.

## Städtepartnerschaften
- Dej, Rumänien, seit 1995
- Maidstone, Vereinigtes Königreich, seit 1961
- Setúbal, Portugal, seit 1982
- Tczew, Polen, seit 2003
- Witten, Deutschland, seit 1975

## Persönlichkeiten
- Philippe de Villiers de l’Isle-Adam (1464–1534), Adliger und 44. Großmeister des Johanniterordens
- Glasmalerfamilie Pinaigrier (16. Jahrhundert)
- Jean Foy-Vaillant (1632–1706), Numismatiker
- Charles Boileau (1648–1704), Hofprediger und Mitglied der Académie française
- Pierre du Mage (1674–1751), Organist und Komponist
- Pierre Restaut, (1696–1764), Grammatiker
- Jean Baptiste Louis Georges Seroux d’Agincourt (1730–1814), Archäologe und Kunsthistoriker
- Alfred Des Cloizeaux (1817–1897), Mineraloge
- Henri Julien Dumont (1859–1921), Maler und Grafiker
- Henri Léon Lebesgue (1875–1941), Mathematiker
- Auguste Caby (1887–1915), Schwimmer
- Pierre de Schryder (1913–1953), kommunistischer Widerstandskämpfer
- Hubert de Givenchy (1927–2018), Modeschöpfer, Couturier und Designer
- Guy Grosso (1933–2001), Schauspieler, Komiker und Drehbuchautor
- Jean-Claude Decaux (1937–2016), Unternehmer
- Michel Dubois (1948–2006), Autorennfahrer
- Jean-François Mancel (* 1948), Politiker
- Guillaume Vuilletet (* 1967), Politiker
- Arnaud Coyot (1980–2013), Radrennfahrer
- Grégory Christ (* 1982), Fußballspieler
- Mustapha Yatabaré (* 1986), Fußballspieler
- Sambou Yatabaré (* 1989), Fußballspieler
- Arnaud Démare (* 1991), Radrennfahrer
- Anthony Mfa Mezui (* 1991), gabunischer Fußballspieler
- Aristide Bègue (* 1994), Biathlet
- Nicolas Gavory (* 1995), Fußballspieler
- Clément Lenglet (* 1995), Fußballspieler
- Pierre Barbier (* 1997), Radrennfahrer